# Jim Pons
Jim Pons, né le 14 mars 1943 à Santa Monica en Californie, aux États-Unis, était un bassiste et un chanteur de  rock pendant les années 1960 dans les groupes  The Leaves, The Turtles et The Mothers of Invention.

## Biographie
En 1973, Jim Pons quitte le milieu de la musique et devient directeur de film et de vidéo pour le club de football américain New York Jets jusqu'à sa retraite en 2000.
Jim Pons s'installe à Jacksonville en Floride en 2005, où il réalise des vidéos des matchs pour les Jacksonville Jaguars. Il joue dans un groupe de bluegrass et de gospel, Deep Creek.